# The Goat
The Goat ist das erste Studioalbum der englischen Rockband Puppy. Das Album wurde am 25. Januar 2019 über Spinefarm Records veröffentlicht.

## Entstehung
Das Album wurde in drei Etappen aufgenommen. Zunächst spielte die Band vier Titel mit dem Produzenten Tom Dalgety in den Rockfield Studios im walisischen Monmouth ein, bevor zwei Aufnahmeetappen im Studio The Ranch in Southampton mit Neil Kennedy folgten, bei denen die restlichen acht Titel aufgenommen wurden. Das Lied Entombed erschien bereits auf der im Jahre 2017 erscheinen EP Vol. II und wurde für das Album komplett neu arrangiert und aufgenommen. Das Lied I Feel an Evil wurde vom Bassisten Will Michael gesungen. Für die Lieder Beast, Entombed, Demons, Black Hole, World Stands Still und Bathe in Blood wurden Musikvideos gedreht. Der Albumtitel hat keine besondere Bedeutung. Laut Schlagzeuger Billy Howard Price wären Ziegen für die drei Musiker die Lieblingstiere auf Bauernhöfen.

## Titelliste
1. Black Hole – 3:35
2. Vengeance – 3:40
3. Poor Me – 3:40
4. Just Like You – 3:39
5. And So I Burn – 3:28
6. Entombed – 4:15
7. World Stands Still – 4:24
8. Bathe in Blood – 3:12
9. Nightwalker – 3:36
10. I Feel an Evil – 2:29
11. Handlebars – 4:28
12. Demons – 3:36

## Rezeption
Frank Thiessies vom deutschen Magazin Metal Hammer beschrieb das Songwriting von Puppy als „hymnisch Hook-strotzend und auf Albumlänge lückenlos großartig“ und fragte sich, wie man „dieses mit absoluter Power Pop-Perfektion operierende Debüt wieder aus den Ohren bekommt“. Thiessies nannte Puppy „liebenswerte Musik-Nerds“ und gab dem Album sechs von sieben Punkten. Rezensentin Nadine vom Onlinemagazin Burn Your Ears beschrieb The Goat als „eine sehr gut gemachte, abwechslungsreiche Platte mit vielen guten Momenten und teilweise überragenden Gitarrensounds“. Allerdings kritisierte sie auch „mangelnde Konsequenz in der Soundprägung“ und die „nicht immer zündenden Songwritingresultate“, wofür sie sieben von zehn Punkten vergab. Andreas Schiffmann vom deutschen Magazin Rock Hard hingegen bemerkte, dass die Musik des Trios „zahnlos vor sich her dümpelt“. Das Album „wirkt allerdings unangenehm konstruiert und nervt streckenweise richtiggehend durch aufgesetzte Naivität, als ob man die Platte irgendwie ironisch verstehen sollte“. Schiffmann vergab 5,5 von zehn Punkten.
Das Onlinemagazin Loudwire führte The Goat auf ihrer Liste der 50 besten Rock-Alben des Jahres und World Stands Still auf der Liste der 66 besten Rock-Songs des Jahres.